# Ochranný oděv

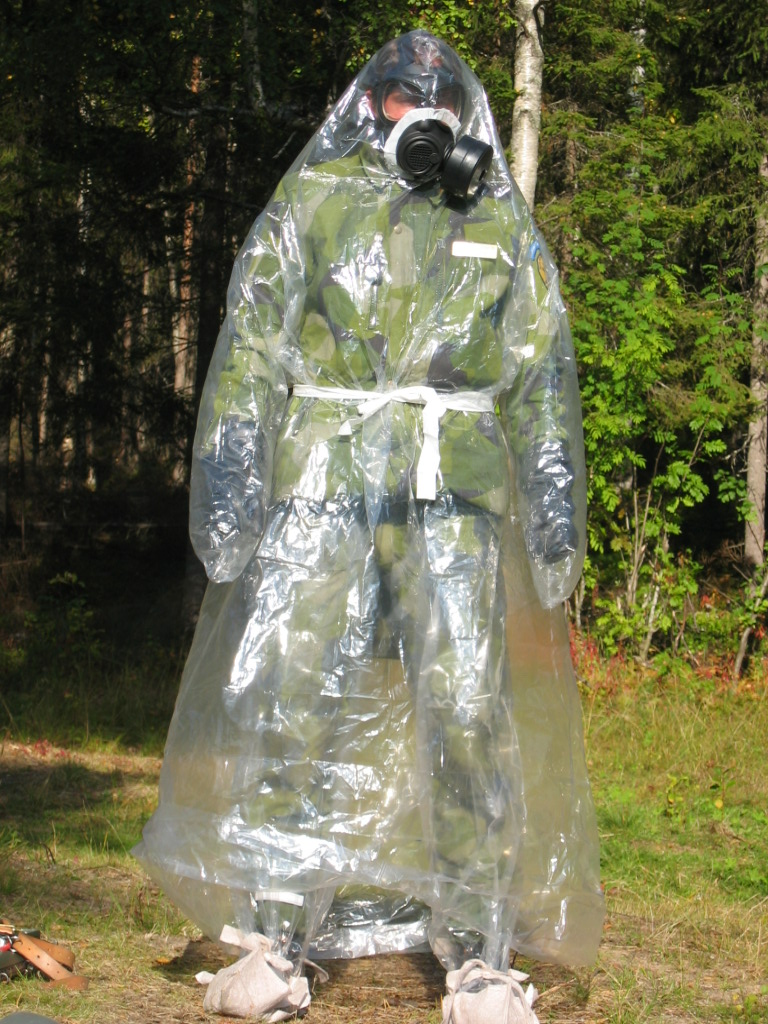
Chemický ochranný oděv švédské armády

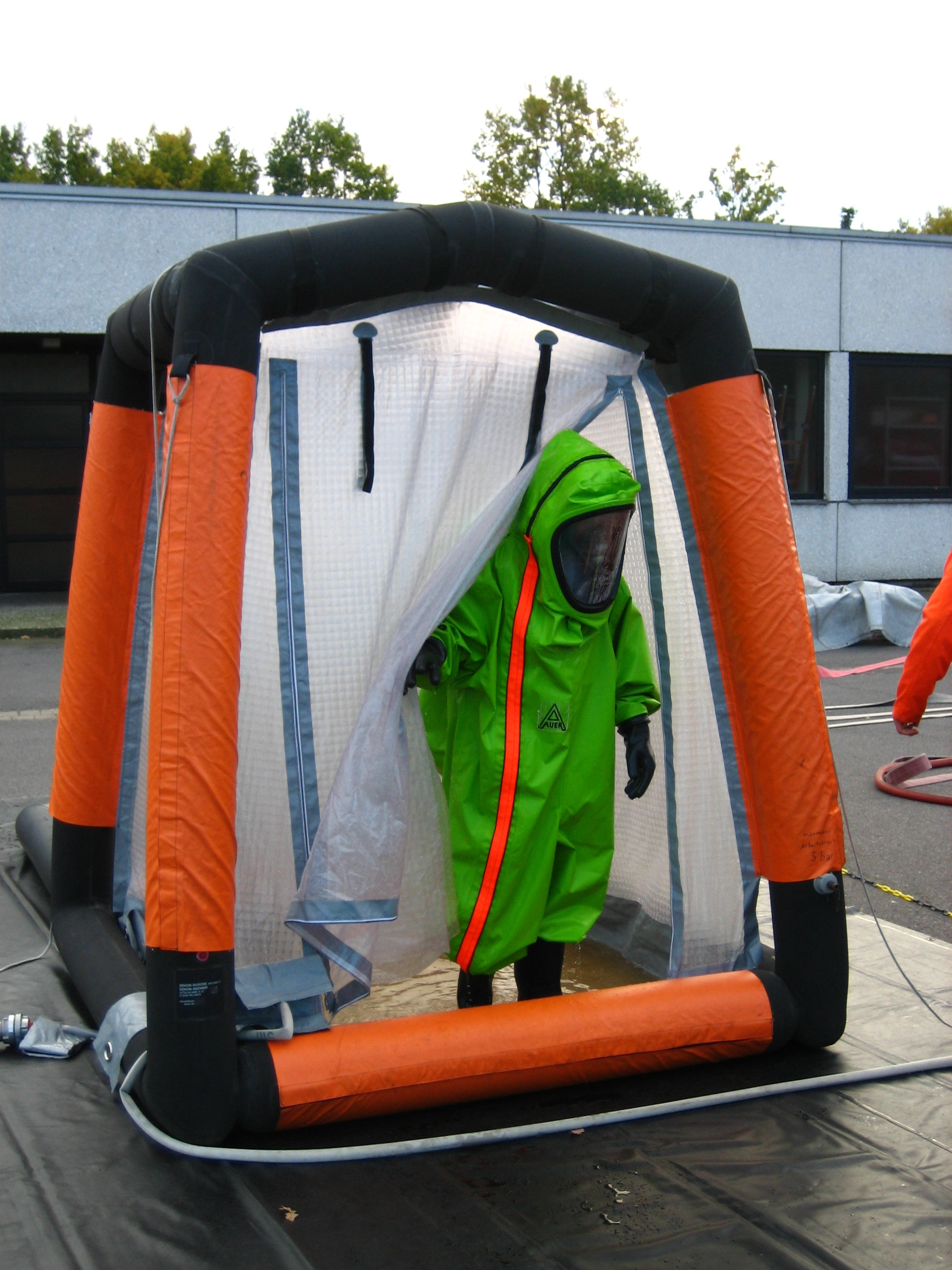
Dekontaminace ochranného oděvu v dekontaminačním stanu

Ochranný oděv spadá do oblasti ochranných prostředků v civilní sféře a OPZHN (ochrana proti zbraním hromadného ničení), PIO (prostředky individuální ochrany) v oblasti armádní. Slouží k částečné nebo úplné ochraně těla před nebezpečnými toxickými, radiačními nebo biologickými látkami.

## Dělení
Podle stupně poskytované ochrany můžeme dělit obleky na nehermetizované, filtrační, izolační a pak izolační hermeticky uzavřené s vlastní zásobou vzduchu. Vzhledem k ochraně proti látkám (podle účelu) pak na protiradiační, protichemické a proti nebo antibakteriologické (přičemž poslední dva bývají totožné). Toto dělení odpovídá armádním standardům obleků jednotek NATO.[zdroj?] V civilním sféře se může vyskytovat další členění a rozdílná označení (lvl A, B, C, D; lvl low, medium, hight atd.)[zdroj?]

### Podle stupně poskytované ochrany

#### Nehermetizovaný oděv
Obvykle je tvořen pláštěnkou, návleky na obuv a rukavicemi. Má pouze základní ochranné vlastnosti. Chrání dobře před nebezpečnými látkami ve formě kapaliny či hrubě dispezních aerosolů, středně před prachem a jemným aerosolem a minimálně před plyny. Civilní ochranné oděvy (či převleky) jsou obvykle svým materiálem zaměřené na určitý druh škodliviny, s kterou se typicky obsluha v tomto oděvu setkává, vojenské jsou univerzální a co nejvíce odolné k pronikání otravných bojových látek. Rezistence, schopnost odolávat bojovým chemickým látkám, se u armádních obleků testuje kapkou yperitu. Látka yperit má schopnost doslova se zažrat do povrchu na molekulární úrovni, čímž je brána jako nejnebezpečnější z okruhu bojových chemických látek. U armády Česka je momentálně ve výzbroji JP-75 a JP-90 (jednorázová pláštěnka), které se používají s M-10(M) a OM-90 (ochranná maska). Vlastním určením není nehermetizovaný prostředek ochrany určen k dlouhodobému operování v prostoru kontaminace, leč k ochraně proti prvotním projevům látek při vytvoření kontaminace a poté k rychlému opuštění zasaženého prostoru. Nehermetizovaný oblek také bývá používán jako doplňkový materiál k ochraně filtračních oděvů proti vlhkosti.

#### Filtrační oděv

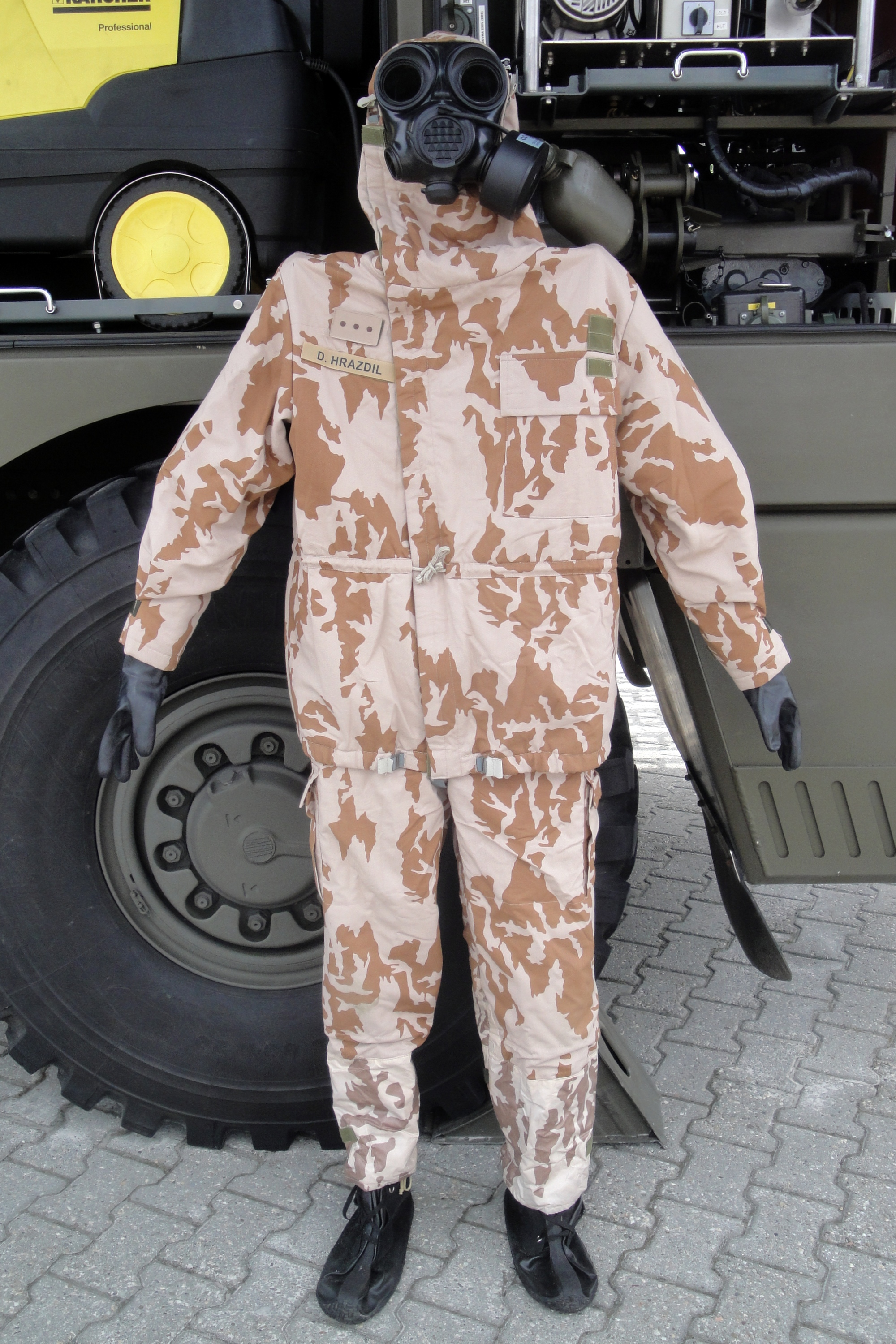
FOP-96

Filtrační oděv je ochranný prostředek tvořený většinou třemi vrstvami. První vrstva je hrubá a má za úkol zamezit pronikání nečistot, prachu a částečně vlhkosti, druhá, vnitřní vrstva, bývá tvořena materiálem do kterého je zapracováno aktivní uhlí. Aktivní uhlí má schopnost absorbovat vzdušnou vlhkost, na které je vázána chemikálie. Třetí, spodní vrstva, je jemná tkanina (podšívka), která má za úkol omezit pocení a negativní dopady nošení obleku na uživatele. Oblek má obvykle střih kombinézy pokrývající celý povrch těla, doplněné kapucí, přezůvkami a rukavicemi. Pod filtrační oděv se obléká podvlékací prádlo nebo normální oděv. Doba použití tohoto obleku je limitována rychlým nasycením aktivního uhlí vlhkostí a tím omezení jeho filtračních schopností (mezi 40–50 minut). Oblek umožňuje, ač v omezené míře, pokožce dýchat, je proto šetrnější k uživateli než hermeticky uzavřené obleky, které samozřejmě ovšem poskytují mnohem vyšší úroveň ochrany. Obleky se používají ve spojení s ochrannou maskou. Armáda České republiky je vybavena obleky FOP-85 a FOP-96 (filtrační ochranný převlek). Tyto PIO jsou určeny pro vojskové jednotky a chemické specialisty ke krátkodobé činnosti v prostoru kontaminace (překonání kont. prostoru, vyprošťování zraněných).

#### Izolační oděv

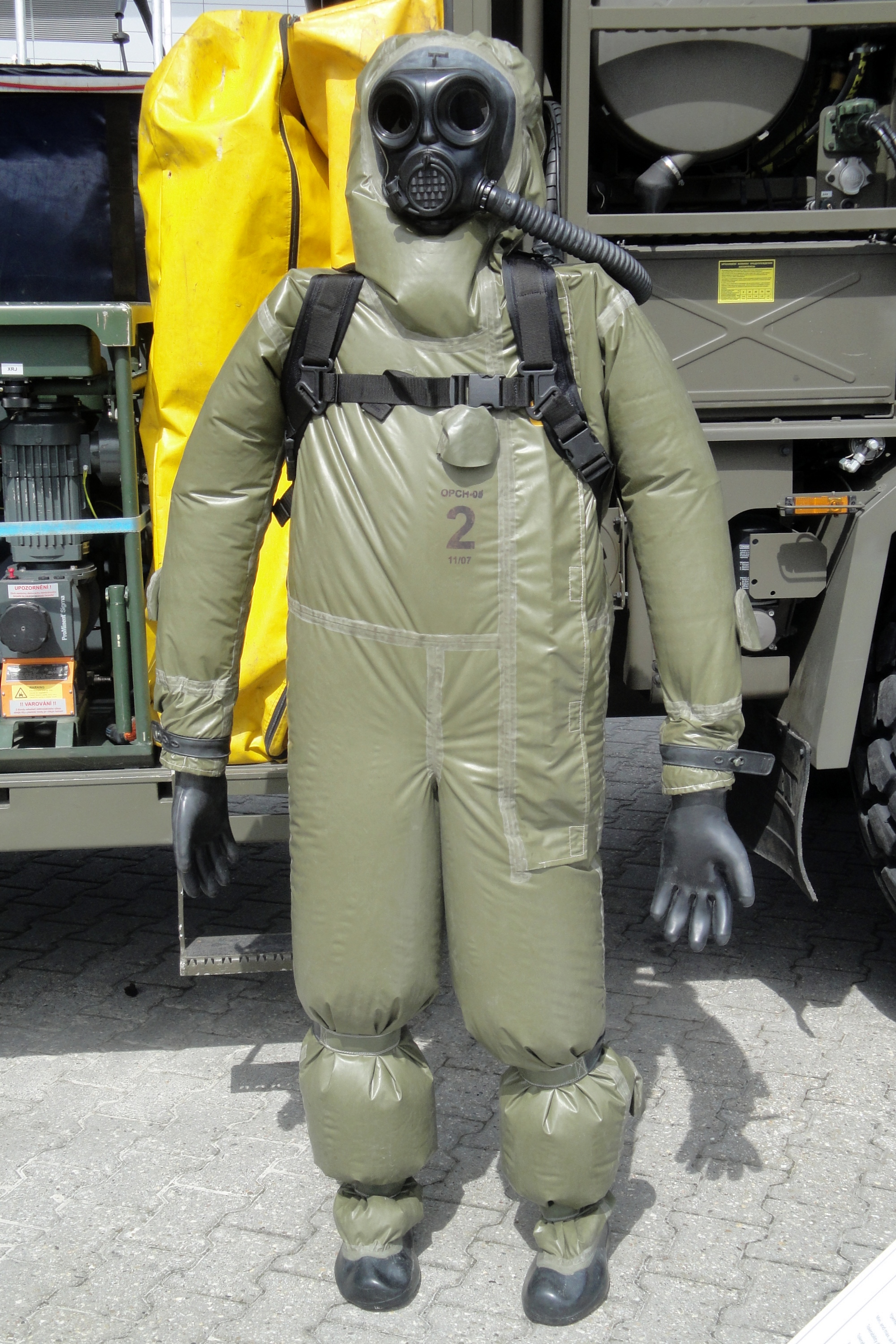
OPCH-05

Poskytuje vysoký stupeň ochrany díky celkové izolaci těla od okolního prostředí. Izolační oděvy využívají např. vojenští chemici, členové Hasičského záchranného sboru při likvidaci havárií nebezpečných látek apod. Nevýhodou tohoto oděvu je kompletní izolace, takže hlavně v letních měsících velmi rychle dojde k přehřívání organismu uživatele (při teplotách od 30 °C se doba vykonávané činnosti omezuje na 20 minut), čemuž se brání různými ochlazovacími návleky (vodu nasákavá textilie oblečená přes oděv, která se odparem vody ochlazuje) nebo ventilačními jednotkami (jednotka usnadňuje dýchání vháněním proudu filtrovaného vzduchu do masky a další hadicí pak cirkuluje vzduch přímo v obleku, čímž dojde k jeho mírnému nafouknutí). Oblek je většinou vyroben z odolných kombinací tkaniny a kaučuku, kde je zabezpečeno, že při malých trhlinách bodového charakteru dojde k samovolnému zatažení do doby, než bude možná oprava. Délka rezistence bývá kolem 120 minut. Obleky se používají v kombinaci s ochrannou maskou, která může být ale také již pevnou součástí obleku. Armádní a hasičské jednotky (jednotky integrovaného záchranného systému) dnes používají OPCH-70 (oděv protichemický) s možnými úpravami. Používaný oblek OPCH-90 byl vyřazen z důvodu netěsností a v několika dalších letech jej nahradí nový oblek OPCH-05, který byl v roce 2006 testován armádními speciálními složkami. [zdroj?]

#### Izolační hermeticky uzavřený oblek s vlastní zásobou vzduchu
Tyto obleky jsou nejvyšším možným stupněm ochrany a jsou používány specialisty chemického vojska nebo civilních složek pro odpověď na incident s výskytem kontaminace nebezpečnými látkami. Oblek je kompletně uzavřen a zásobu vzduchu si nese uživatel uvnitř v přenosných láhvích. Tím se samozřejmě omezuje operaceschopnost na dobu, po kterou vystačí kapacita dýchacího zařízení. Ta se pohybuje od 30 až po 120 minut. U armádních speciálních sil jsou tyto obleky využívány zejména jednotkami určenými k odběru vzorků nebo průzkumnými jednotkami zjišťujícími kontaminaci biologických prostředků. V civilním sektoru používají tento stupeň ochrany všechny průzkumné a monitorovací složky, u kterých je reálný předpoklad, že přijdou do přímého kontaktu s kontaminantem. Činnost těchto jednotek musí být přesná a vysoce profesionální, neboť zásoba vzduchu musí vystačit nejen na provedení činnosti, ale také na dekontaminaci (řádově 10–30 minut). U složek, které s tímto stupněm ochrany pracují, je používán oblek OPCH-90PO, který se vyskytuje ve třech modifikacích. Modrý pro výcvik, žlutý pro ostré nasazení a zelený, který je dvojitý a zodolněný (používaný zejména hasičskými jednotkami). Pod oblek se obléká speciální prádlo k maximalizaci nasátí potu nebo běžné operační oblečení.

### Podle účelu

#### Protiradiační obleky
Tyto obleky bývají tvořeny pouze vrstvou, která má za úkol zachytit na svém povrchu prachové částice a další zářiče. K ochraně dýchacího ústrojí často postačí respirátor (zamezení vdechnutí zářičů). Ochrana proti záření (záření=energie, zářič=pevná částice, chovající se stejně jako prach, produkuje záření… ozařuje) je zabezpečována radioprotektivními látkami (látky schopné absorbovat radiaci nebo urychlit její vyloučení z těla). Protiradiační obleky jsou doplněny přezůvkami nebo návleky a rukavicemi, na které nejsou kladeny tak velké nároky jako u ostatních skupin. Jedná se pouze o překrytí těla, dezaktivace se provádí ometením nebo vytřepáním obleků od zářičů.

#### Protichemické obleky
Mají rozdílné úrovně ochrany podle druhu látek, proti kterým se chráníme. Vždy je základem maska, která je vybavena standardním nebo speciálním filtrem nebo dýchacím přístrojem. Maska chrání dýchací ústrojí, obličej a oči. Dále zde je ochrana těla, rukou a nohou. Všeobecné, ale velice striktně dodržované pravidlo je, že v prostoru kontaminace se nesedá, nelehá, neopírá ani nesahá na nic, na co nemusíme. Každý kontakt je vysokým nebezpečím kontaminace. Součástí ochranných prostředků bývá také individuální dekontaminační sada pro okamžité řešení nenadálých událostí. Činnost v masce je ztížena zhoršeným viděním skrz zorníky a omezením periferního vidění. Pokud osoby pracují ve skupině, činnost probíhá vždy tak, aby byl zabezpečen vizuální kontakt. Je-li vyžadováno skupinu rozdělit, postupují osoby vždy a bezvýhradně minimálně ve dvojicích, kdy dochází ke vzájemné periodické kontrole operaceschopnosti (komunikování, zdravotní stav, únava). Činnost v ochranných prostředcích musí být vždy metodická a promyšlená, ne zmatečná a nekoordinovaná.

#### Protibakteriologické obleky
Jsou často shodné s protichemickými, ale vždy je zabezpečen vlastní zásobník se vzduchem (zatím nebyly vyvinuty individuální protibakteriální filtry pro ochranné masky – bakterie jsou menší než částice bojových chemických látek a projdou snadno standardními filtračními vrstvami). Pokud je personál na základně, je časté řešení napojení obleku, pomocí hadice, na centrální rozvod vzduchu. Pravidla činnosti jsou stejná jako u protichemických obleků, jen větší důraz je kladen na možnosti poškození obleku a je přísně zakázán přímý kontakt s předměty nebo osobami v prostoru kontaminace (odlišné postupy pro zdravotní týmy). Jako preventivní ochrana je zde organizována profylaxe (očkování, podávání malých množství léků, atd.). U personálu operujícího v prostoru kontaminace se provádí periodické odebírání krevních vzorků a následovná analýza v laboratořích pro vyloučení nebezpečí kontaminace.

## Činnost v oblecích
Jakákoli činnost v jakémkoli ochranném obleku je namáhavá a vysilující. Faktor stresu a únavy stoupá se zvyšující se úrovní ochrany a ke zvládnutí všech negativních dopadů na fyzikální ale hlavně psychický stav uživatele je potřeba dlouhého výcviku a přípravy, stejně jako precizní zvládnutí všech procesů, postupů a metodik. Všeobecné pravidlo je, že osoba, pracující v ochranném obleku by měla mít zajištěn po ukončení činnosti odpočinek nejméně v délce trojnásobku doby nasazení. Poškození zdraví se předchází pravidelným podáváním tekutin během odpočinku (zamezení dehydratace), vysoce hodnotnou stravou (dostatek sil k regeneraci) a dostatkem plnohodnotného odpočinku (redukce stresu) a střídáním směn (rozložení činnosti do přijatelných časových limitů). U osob, které dlouhodobě používají ochranné prostředky se vyskytuje nakumulovaná svalová únava, dehydratace (absorbované tekutiny se často nestačí zpracovat v těle a jsou rychle vypoceny), stres vyvolaný omezenou pohyblivostí a vysokým nebezpečím kontaminace a občas také alergické kožní reakce. Mohou se vyskytnout závratě, rozostřené vidění a silné migrény.